# جورج شاندلير
جورج شاندلير (بالإنجليزية: George Chandler)‏ هو نقابي وممثل أمريكي، ولد في 30 يونيو 1898 بوكغن في الولايات المتحدة، وتوفي في 10 يونيو 1985 في الولايات المتحدة بسبب سرطان.

## أعمال

### أفلام
- (1936) امرأة سيئة السمعة
- (1937) مولد نجم
- (1939) السيد سميث يذهب إلى واشنطن
- (1944) منذ أن رحلت
- (1954) السامي والقوي

### مسلسلات
- ذا والتونز

## وصلات خارجية
- جورج شاندلير على موقع IMDb (الإنجليزية)
- جورج شاندلير على موقع ألو سيني (الفرنسية)
- جورج شاندلير على موقع قاعدة بيانات الأفلام السويدية (السويدية)
- جورج شاندلير على موقع إن إن دي بي (الإنجليزية)
- جورج شاندلير على موقع قاعدة بيانات الفيلم (الإنجليزية)
- جورج شاندلير على موقع كينوبويسك (الروسية)